# ウイニングポスト9
『ウイニングポスト9』（Winning Post 9）は、コーエーテクモゲームスが開発した競馬シミュレーションゲーム。ウイニングポストシリーズの第10作。通称『ウイポ9』。

## バージョン
ウイニングポスト9
2019年3月28日に発売。
ライバル対決がある条件で発生。『8』で導入されていたプレイヤー（=馬主兼生産者）の結婚は不可能となった。また「闘志」のパラメータが導入。「決戦図」でライバル馬が図式化された。
また『8』にあった箱庭型の牧場施設表示は廃止され，施設のイラストとパラメーターだけとなった。
ウイニングポスト9 2020
2020年3月12日に発売。
クラブ法人の設立とプレイヤー（=馬主兼生産者）の結婚が復活。特に、結婚して家族を作ると、子孫たちを騎手や調教師としても登場させる事が可能となり、それに合わせてライバル対決がパワーアップした。
絆コマンドが強化され、人物たちとの絆を深めることで獲得する形態に変わった。
2021年以降の世界でプレイできる未来シナリオが追加され、スーパーホース公募企画で入賞した新スーパーホースが登場。
なお、前作と「Winning Post 8」のデータがあると特典が得られるシステムもある。
ウイニングポスト9 2021
2021年4月15日発売。
シナリオ数が5つに増加（1984年、1991年、1998年、2005年、2022年）、「仮想年設定」で一部史実馬の生年や寿命をランダムにする事が可能。
子孫を海外の騎手・調教師としてデビューさせる事が可能。
主戦騎手を乗せて好成績を収めると上昇する「絆レベル」の導入、レベルが上がるとその騎手に騎乗時に能力が向上。
「世界最強馬決定戦」が開催され、決戦図も世界規模に拡大。。
新秘書の「竜胆しおり」、海外女性騎手の「エリザフラン」と「クレアハート」、世界最強馬決定戦を取り仕切る若き名士「セシルレーヌ」の追加。
エデットが更に充実となり、シリーズ初となる海外の騎手や調教師の名前や能力を変える事ができる。
クラブ法人は所有馬の主戦騎手や次走の設定が可能となった。
ウイニングポスト9 2022
2022年4月14日発売。
シナリオ数が7つに増加（1976年、1984年、1991年、1998年、2005年、2012年、2023年）、有馬桜子は古い年代で開始すると昭和風の衣装で登場する。
新秘書の「吹里谷芽愛」が追加され、「馬原佑太」、「滝宮花音」、「水守弓美子」が新キャラとして登場。
新システムとして「優駿の絆」が追加され、配合理論も強化。
史実期間終了後でしか開設できなかった海外牧場の開設が史実期間中でも開設できるようになった。
新たに種牡馬入りした所有種牡馬を繋養したり、引退した種牡馬を引き取って繋養したりできるようになる「Private 種牡馬繋養施設」が追加。
シリーズ初となるダウンロード形式での体験版が導入され、製品版に引き継いだ際に特典ボーナスがもらえる。

## 本作の特徴

### ライバル対決
ライバル関係になると、対抗している競走馬およびその陣営が、プレイヤーに勝つために出走レースや騎手起用などを練り、大レース前にライバルがリーディング上位の騎手を確保したり、ライバル陣営が次走の予定レースを変更して、プレイヤーの馬にぶつけてくるようになった。
ライバル同士が同じレースで戦うと「ライバル対決」が発生するようになった。ライバル対決で1着になった馬は倒した相手の強さに応じて闘志や成長度がアップし、大きなメリットを得られる。現役時代のライバル関係は繁殖入り後の子孫にも引き継がれ、親子二代にわたっての因縁のライバル対決も繰り広げられる。

### 絆コマンド
効果は競走馬の能力の育成や、スター騎手や有力牧場との人脈構築などである。
| 絆コマンドの一例 | 絆コマンドの一例                                                                                       |
| ---------------- | --- |
| 新たな出会い     | 新たな人物（馬主、調教師、騎手、牧場）と出会える                                                       |
| 友好を深める     | 人物（馬主、調教師、騎手、牧場）との友好度を上げる                                                     |
| 坂路1本追い      | 競走馬を鍛える。育成度が上がるが、疲労も上がる 実行後、より効果の高い「坂路2本」を獲得できることがある |
| 併せ馬           | 2頭の競走馬を同時に鍛える                                                                              |
| クーリングダウン | 競走馬の疲労を下げる                                                                                   |
| 軽め調教         | 競走馬の調子を上げる 実行後、調子のグラフを上向きにできる「馬優先主義」を獲得できることがある          |
| 技術開眼         | 騎手の騎乗能力（逃先、先差、差追のいずれか）を上げる                                                   |
| 余勢株入手       | 種牡馬の種付け権を獲得する 実行後、「本株入手」を獲得できることがある                                  |

### 新たな配合

#### ライバル馬の効果
強力なライバル馬たちとの戦いで勝利を重ねると、「繁殖ボーナス」が向上し、引退後に種牡馬・繁殖牝馬となった際に強い産駒が生まれやすくなった。
さらに、現役時代にライバル関係だった馬同士を配合させることで、配合理論「ライバル配合」が成立する。「ライバル配合」は、産駒のスピードの上限を決める「爆発力」及び「勝負根性」が高まる。

#### 世界適性
種牡馬と繁殖牝馬に世界適性が設定され、産駒にも影響される。血統に、日本型の世界適性を多く持つ場合はより軽い芝質向き、欧州型の世界適性を多く持つ場合はより重い芝質向きの産駒が誕生するようになった。
また、レースにも、馬場適性の有無が確認できるようになった。傾向として、日本・米国・豪州・ドバイは軽い芝質、欧州は重い芝質である。

#### 全きょうだいインブリード
「2021」より、父と母が同じ「全きょうだい」（兄弟、兄妹、姉弟、姉妹）もインブリードとして成立するようになった。

### レースシーン
改修後のパリロンシャン競馬場に対応し、オープンストレッチが登場。実況も一部追加された。

### 最新競馬データ対応
ウイニングポスト9
2019年に新設された「リステッド競走」に対応。
アメリカG1「ペガサスワールドカップターフ」など追加。
ウイニングポスト9 2021
キングアブドゥルアジーズ競馬場及び同競馬場で開催される「サウジカップ」を始めとした、「サウジカップデー」の追加など。

## ストーリーモード
今作では、オグリキャップら引退後の競馬の世界を追体験することができる1991年スタート（1990年の第35回有馬記念直後）となった。史実期間終了後からゲームを始める機能は「2020」以降で復活。「2021」ではシリーズで初めて、複数の開始過去年代が選択可能となり、1984年・1991年・1998年・2005年に、史実期間終了後を加えた5種類からのスタートとなったほか、史実馬に関するモード選択も復活した。「2022」ではこれらの他に、1976年・2012年を加えた7種類からのスタートとなった。